# Infected (lied)
Infected is een single van de Amerikaanse punkband Bad Religion. Het is het zevende nummer van hun achtste studioalbum, Stranger than Fiction.
"Infected" staat zowel op Stranger than Fiction als het compilatiealbum Punk Rock Songs en de dvd Live at the Palladium.

## Hitlijsten
| Jaar | Titel    | Hitlijst                  | Plaats |
| ---- | -------- | ------------------------- | ------ |
| 1994 | Infected | US Modern Rock Tracks     | 27     |
| 1994 | Infected | US Mainstream Rock Tracks | 33     |

## Musici
- Greg Graffin – zang
- Brett Gurewitz – gitaar
- Greg Hetson – gitaar
- Jay Bentley – basgitaar
- Bobby Schayer – drums